# Región Noroeste (Vietnam)
Tây Bắc (en Hán tự: 西北; traducido "Noroeste") es una de las ocho regiones que conforman la República Socialista de Vietnam, las cuales, a su vez, se subdividen en 34 provincias. En concreto, la región Noroeste se compone de cuatro provincias: Điện Biên, Lai Châu, Sơn La y Hòa Bình. No obstante, Lào Cai y Yên Bái también suelen considerarse parte de la región noroeste. 

## Geografía
Esta región se localiza en la zona noroeste del país. Este sector se caracteriza por su superficie montañosa y por no tener salida al mar. La extensión de territorio de la región de Tây Bắc abarca un territorio de 37.336,9 kilómetros cuadrados.

## Demografía
Esta división administrativa tiene una población de 2.565.600 habitantes. Considerando la superficie de este lugar, su densidad poblacional de Tây Bắc es de 68,71 habitantes por kilómetro cuadrado.

## Historia
Una gran parte de la región formaba anteriormente parte de la Sip Song Chau Tai (literalmente, País de las doce provinvias) o Región Autónoma de Tai-Meo, que se disolvió en 1954. Pasó a llamarse Región Autónoma del Noroeste (Khu Tự trị Tây Bắc) en 1961, para no destacar a ningún grupo étnico de los muchos que vivían en esta zona. La autonomía fue rescindida después de la Reunificación vietnamita de 1975.